# Frauenkirche, München
Frauenkirche, egentligen Dom zu Unserer Lieben Frau, i Münchens gamla stad är en romersk-katolsk katedral för ärkebiskopen av München och Freisings ärkestift och samtidigt en av staden Münchens mest kända byggnader. Kyrkan är Münchens landmärke. Den invigdes den 14 april 1494. 
Under andra världskriget skadades kyrkan under luftangrepp mellan 1943 och 1945. Inför kyrkans 500-årsjubileum, 1994, restaurerades både interiören och de båda tornen. 
Totalt fyra orglar finns i kyrkan. 
I de båda tornen hänger sammanlagt tio kyrkklockor, varav den största, Susanna (Salveglocke), väger ungefär 8 000 kg. Det är den största klockan i Bayern. 